# Hip house
Hip house (også kendt som House rap) er en undergenre af house, hvilket involverer rap i stedet for sang. Det opstod i de senere 1980'er som populær natklubmusik og fortsatte med at opnå betydelig grafsucces i 1990'erne. Mens det i det store hele sidelinjede i 2000'erne med pop-rap, så det en minigenopblussen i de senere 2000'er/tidlige 2010'er da fremtrædende housekunstnere samarbejdede med hiphopkunstnere til væsentlig grafsucces og ofte spilning i klubber.